# シャルル・ギユー
シャルル・ギユー（Charles Victor Guilloux、1866年12月15日 - 1946年4月7日）はフランスの画家である。幻想的な雰囲気の風景画を描いて人気のある画家になった。

## 略歴
パリで生まれた。パリのフランス国立図書館の職員として働いていたが、独学で絵を描くようになり、24歳になった1891年からのアンデパンダン展に作品を出展するようになり、1895年までシャルル・ギユーの作品は象徴主義の詩人、美術評論家のアルベール・オーリエ（1865-1892）や美術評論家のフェリックス・フェネオン（Félix Fénéon:  1861–1944) 、レミ・ド・グールモン（1858-1915）らに高く評価された。画廊「Le Barc de Boutteville」で開かれた「印象派と象徴派」の展覧会でも作品が展示された。1905年に国民美術協会の定期展覧会に出展し、1911年から1914年のにかけてアンデパンダン展に出展した。
パリとその周辺の風景やセーヌ川岸の風景をモチーフにしたが、特定の場所の風景では無くなっていき、画家の心象風景として、アトリエで作品は構成されるようになった。
1946年にニエーヴル県のロルム（Lormes）で亡くなった。2007年にオルセー美術館に『夕暮れ(Crépuscule)』（1892年）と『黄昏のセーヌ河岸』（1894年）が収蔵された.。

## 作品

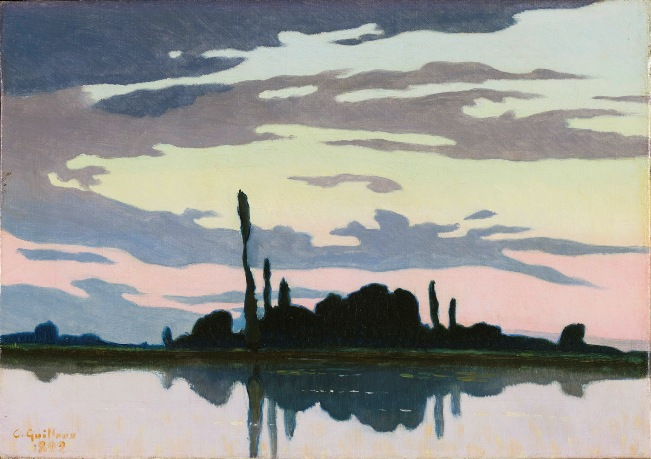
『夕暮れ(Crépuscule)』(1892) オルセー美術館
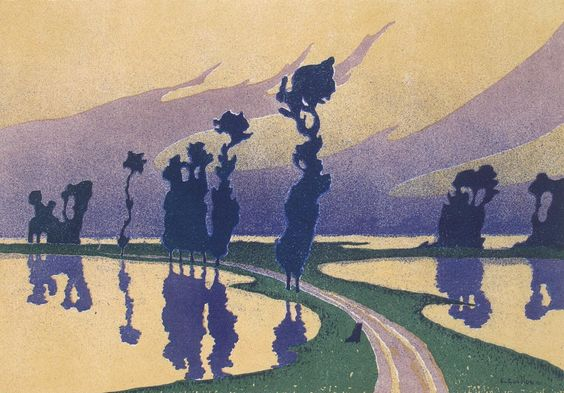
『洪水(La crue)』 (1893) ゴッホ美術館
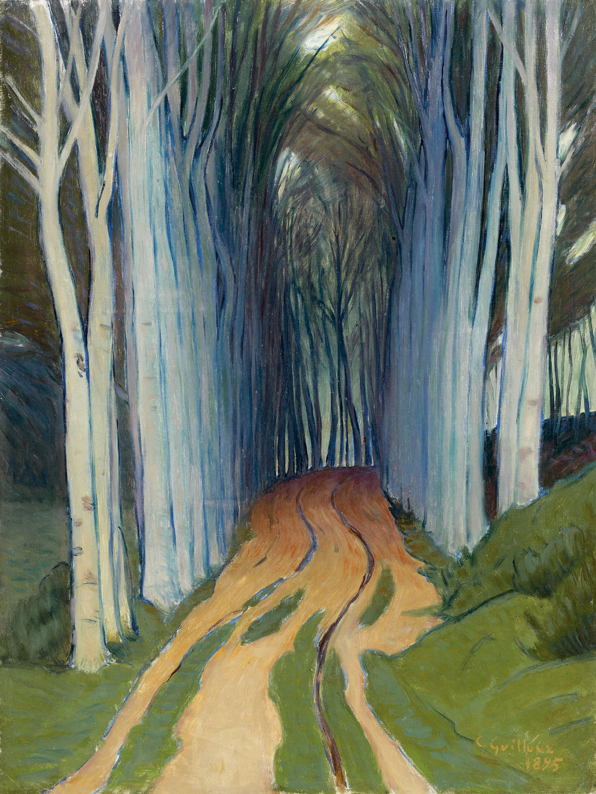
『こみち(Sentier)』 (1895) ムードン美術・歴史博物館
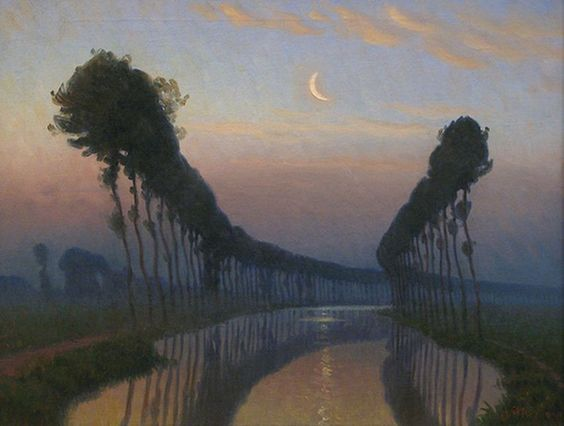
『水路』 (1895) 、個人蔵